# Jinhaku Sonan
Jinhaku Sonan (楚南 仁博, Sonan Jinhaku, en chinois : Chu-Nan Yan Bo), 1892 - 1er avril 1984, est un entomologiste japonais. 

## Biographie
En 1908, à l'âge de 16 ans, Jinhaku Sonan arrive à Taiwan où il achève son éducation dans l'école où il sera plus tard professeur. En 1909 est créé le Musée du gouverneur de Taiwan pour exposer des spécimens zoologiques et d'insectes et il devient collectionneur d'insectes pour l'Agence centrale des achats qui gère les finances du musée. De 1912 à 1916 il sert dans la marine impériale japonaise mais retourne à Taiwan. En 1947, il rentre au Japon après la Seconde Guerre mondiale et travaille dans l'agriculture, la sylviculture, l'industrie du thé et l'« Association japonaise de quarantaine végétale ». Âgé il s'installe à Tokyo en 1984 et décède à l'âge de 92 ans. 
Sa recherche entomologique à Taiwan concerne les lépidoptères, les ichneumonidae et les insectes ravageurs de thé et, plus généralement, il effectue un travail de pionnier de la faune d'insectes de Taiwan.

## Publications (sélection)
Liste partielle de plus de 100 articles.
- Sonan, J. (1930) « Quelques papillons de l'île Hainan ». Transactions of the Natural History Society of Formosa, 20, 31–37.
- Sonan, J. (1930) « Notes sur quelques papillons de Formose ». Zephyrus, 2, 165–176, 1 pl.
- Sonan, J. (1936) « Notes sur quelques papillons de Formose ». Zephyrus, 6, 205–216, 3 pls.
- Sonan, J. (1938) « Liste des papillons de Hainan, avec descriptions de deux nouvelles sous-espèces de Hesperiidae ». Transactions of the Natural History Society of Formosa, 28, 348–372, 2f.
- Sonan, J. (1938) « Notes sur quelques papillons de Formose » (5). Zephyrus, 7, 250–275, 1 pl.
- Sonan, J. & Mitono, T. (1936) « Sur une nouvelle espèce de Hesperiidae, Coladenia sadakoe Sonan et Mitono ». Zephyrus, 6,184–185.
- Sonan, J. 1936. « Six nouvelles espèces de Pimplinae (Hym. Ichneumonidae) ». Transactions of the Natural History Society of Formosa. Taihoku, 26(158): 413–119.

## Source de la traduction
- (en) Cet article est partiellement ou en totalité issu de l’article de Wikipédia en anglais intitulé « Jinhaku Sonan » (voir la liste des auteurs).